# Sesma del río de Berdejo
La Sesma del río de Berdejo era una de las 6 sesmas o divisiones administrativas de la Comunidad de Aldeas de Calatayud. Estuvo vigente desde la creación de la Comunidad por Alfonso I de Aragón en el año 1131 hasta la creación de las actuales provincias de Zaragoza y Teruel en 1833. Coomprende los municipios de:
- Berdejo
- Cervera de la Cañada
- Malanquilla
- Torrelapaja
- Torrijo de la Cañada
- Moros
- Bijuesca
- Monubles (Manubles) despoblado en el siglo XV
- Torralba aunque sólo aparece en una de las cuatro listas que se conservan.

- Datos: Q28501700